# Víctor Matellano
Víctor Matellano (nascut a Madrid) és un director de cinema i teatre i escriptor cinematogràfic.

## Biografia
Interessat pel cinema de terror i el fantaterror, va dirigir el seu primer curtmetratge, Stacatto, el 1996. Fins 2012 no dirigiria el següent curtmetratge, Tío Jess seguit el 2014 de La cañada de los ingleses. S'estrenaria en llargmetratges el 2013 quan va dirigir el documental ¡Zarpazos! Un viaje por el Spanish Horror, en el que intervenen Joe Dante, Colin Arthur, Jorge Grau, Eugenio Martín Márquez o Paco Plaza entre d'altres. El 2014 va dirigir el seu primer llargmetratge de ficció, Wax, protagonitzat per Jack Taylor, Geraldine Chaplin i Jimmy Shaw. El seu segon llargmetratge, Vampyres (2015), escrit per José Ramón Larraz i protagonitzat per Caroline Munro, Marta Flich i Fele Martínez, fou nominat al Buenos Aires Rojo Sangre, al Feratum Film Festival i al Nocturna Madrid International Fantastic Film Festival. El 2016 va dirigir Parada en el infierno, amb Enzo G. Castellari, Nadia de Santiago, Veki Velilla, Manuel Bandera, entre d'altres.
En la faceta d'arts escèniques destaca la direcció i dramatúrgia dels espectacles Auto de los Reyes Magos (anònim s. XII) , 3 peregrinas (basat en contes de Geoffrey Chaucer) o La danza de la muerte (anònim S. XV) i Una vida en el teatro
El 2018 va estrenar el curtmetratge Llámame Vampus, protagonitzat per Diego Arjona i Saturnino García, i el 1929 el documental Regresa El Cepa sobre el rodatge i posterior segrest militar de la pel·lícula El crimen de Cuenca de Pilar Miró, i pel que fou nominat a millor documental a les Medalles del Cercle d'Escriptors Cinematogràfics de 2019.

## Filmografia
- Stacatto (curtmetratge, 1996)
- Tio Jess (curtmetratge, 2012)
- ¡Zarpazos! Un viaje por el Spanish Horror (2013)
- La cañada de los ingleses (2014)
- Wax (2014)
- Vampyres (2015)
- Parada en el infierno (2016)
- Llámame Vampus (curtmetratge, 2018)
- Regresa El Cepa (2019)
- Paisajes para después de una guerra (curtmetratge, 2019)

## Llibres
- Spanish Horror. Amb presentació de Christopher Lee i pròleg de Paul Naschy. Segona edició, 2017.  (en inglés)
- Terror en el Museo de Cera. Inclou el guió inèdit d'Horror en el Museo de Cera de Paul Naschy. 2017[10]
- Colin Arthur, criaturas, maquillajes y efectos especiales. Amb pròleg de Ray Harryhausen. 2013.
- Clint dispara!, la Trilogía del Dólar de Sergio Leone. Coordinador edición. 2012.[11]
- Spanish Exploitation. Amb pròleg d'Alaska. 2011.[12]
- El Cid, edición especial 50 th. Coescrit amb Miguel Losada. 2011.[13]
- Espartaco, edición especial 50 th. Coordinador edición. 2009.[14]
- El Hollywood español. Coescrit amb Miguel Losada. Amb pròleg de Geraldine Chaplin. 2009.
- Decorados, Gil Parrondo. Amb pròleg de Richard Lester. 2008.[15]
- Rodando… Bienvenido, Mr. Marshall. Amb pròleg de Luis García Berlanga. 2007.[16]
- Diseñado por… Yvonne Blake, figurinista de cine. Amb pròleg de Richard Lester i epíleg de Milos Forman. 2006.[17]